# جویندگان طلا (فیلم ۱۹۲۳)
جویندگان طلا (انگلیسی: The Soilers) یک فیلم کمدی صامت آمریکایی است که در سال ۱۹۲۳ منتشر شد.

## بازیگران
- استن لورل
- کاترین گرانت
- می دالبرگ
- جیمز فینلیسون
- ادی بیکر
- سمی بروکس
- جان بی. اوبراین
- اینا گرگوری
- جرج رو
- ماروین لوبک
- بیلی اِنگِل